# DAF F241

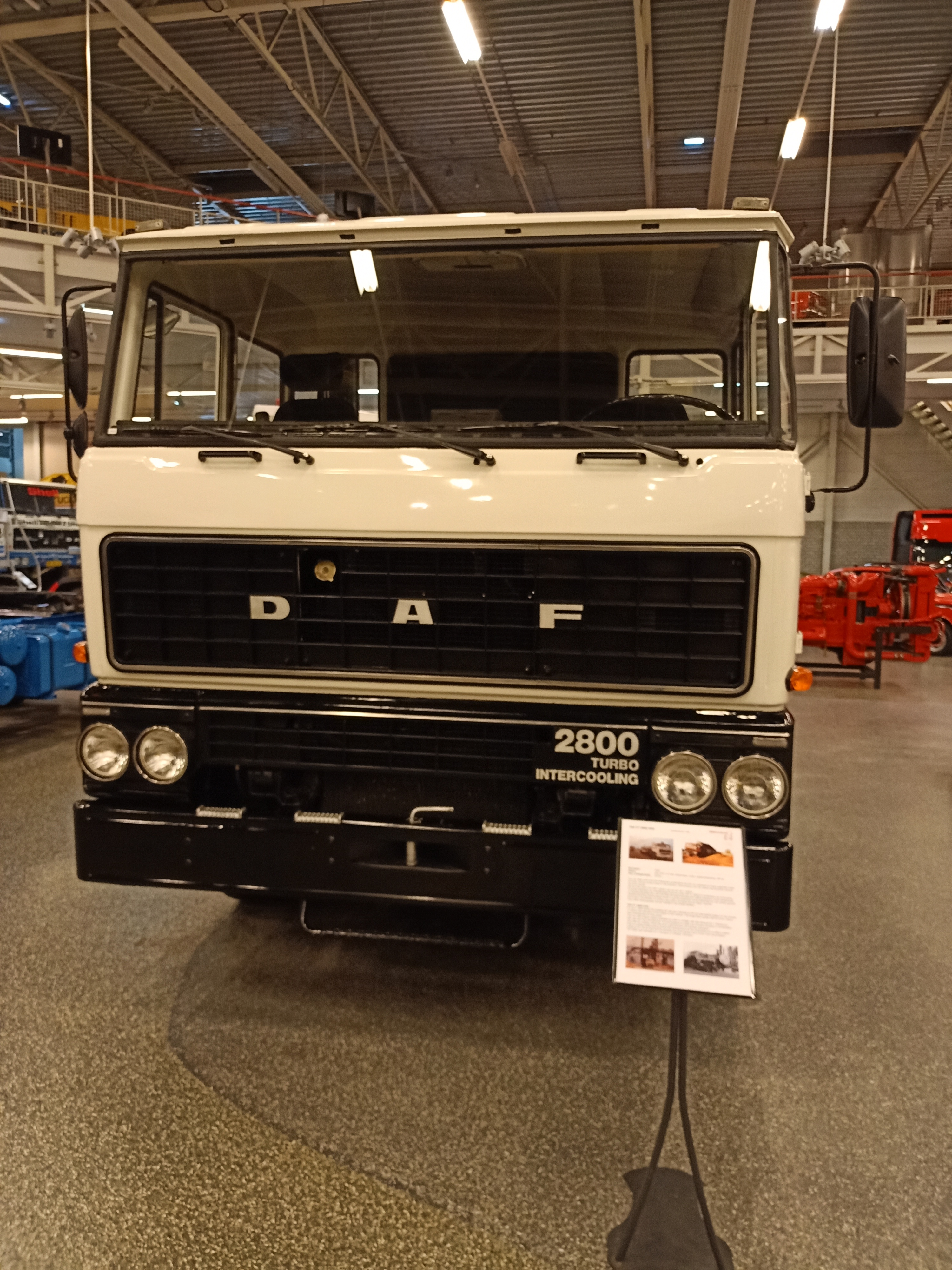
DAF 2800 DKS

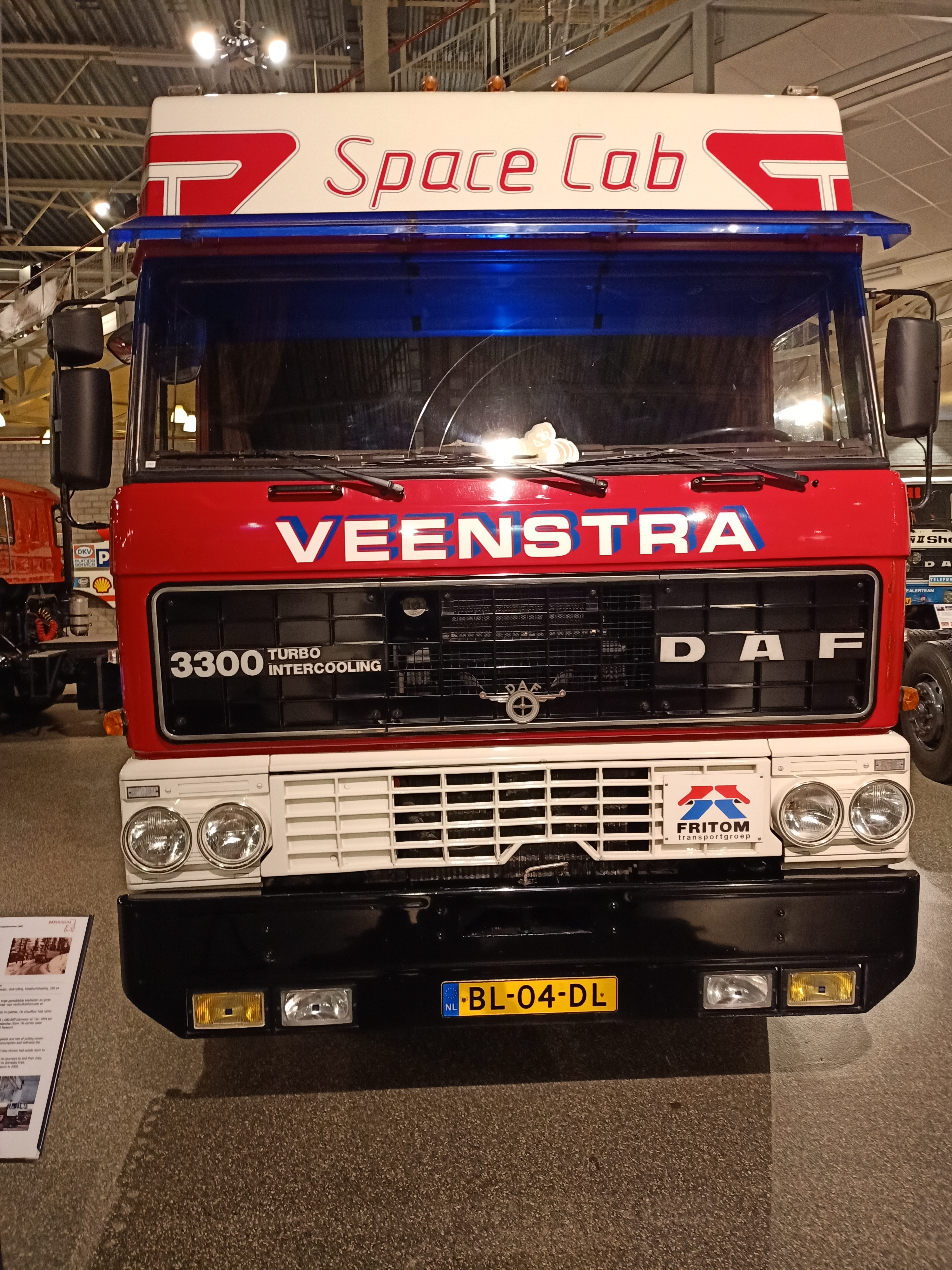
DAF3300

De DAF F241-serie is de naam van een cabine die werd gebruikt op een serie zware vrachtwagens die door de Nederlandse fabrikant DAF van 1973 tot 1994 werden geproduceerd. De cabine was een bredere ontwikkeling van de DAF F218.

## DAF 2800
Deze dieselmotor is uitgevoerd met turbo en inlaatluchtkoeling met 320 pk.
Max. treingewicht: 56 ton
Voor de 2800 serie werd de bestaande kantelcabine tot 241 cm verbreed en hoger geplaatst zodat de motor weinig ruimte innam in het interieur. Kenmerkend voor de cabine was de grote voorruit met drie wissers. Met de DKS motor kon DAF voldoen aan een vermogen  van 7 pk/ton.
Als eerste fabrikant van bedrijfswagenmotoren paste DAF in 1973 de combinatie van drukvulling (turbocharger) en inlaatluchtkoeling (intercooler) toe. Een techniek die tegenwoordig door iedere fabrikant wordt toegepast. Door de intercooler wordt de inlaatlucht afgekoeld om meer massa aan lucht in de cilinders te kunnen persen. Hierdoor kan men ook meer brandstof inspuiten en dus meer vermogen opwekken bij een lager specifiek gebruik.

## DAF 3300
De 3300 was gebouwd voor een groter laadvermogen, hoge gemiddelde snelheid en grote trekkracht. Standaard was VISAR, een elektronisch apparaat voor verbruiksinformatie en schakeladvies. De ‘Space cab’ (zie onderste foto) zette nieuwe maatstaven voor binnenruimte in cabines. De chauffeur had ruime stahoogte om zich staande te kunnen omkleden.

## DAF 3600
De DAF 3600 kreeg een nieuw doorontwikkelde motor met turbo drukluchtkoeling, die men bij DAF ATi noemde; Advanced Turbo intercooling, waardoor het vermogen verder kon stijgen.
Met de invoering van de DAF 95 werd de productie van de F241 gestopt. Echter meende DAF dat er een gat tussen de DAF 95 en de DAF 2700 zat, waardoor in 1990 werd de F241 weer in productie genomen, met als modelnamen 2900 en 3200.

## Overig gebruik

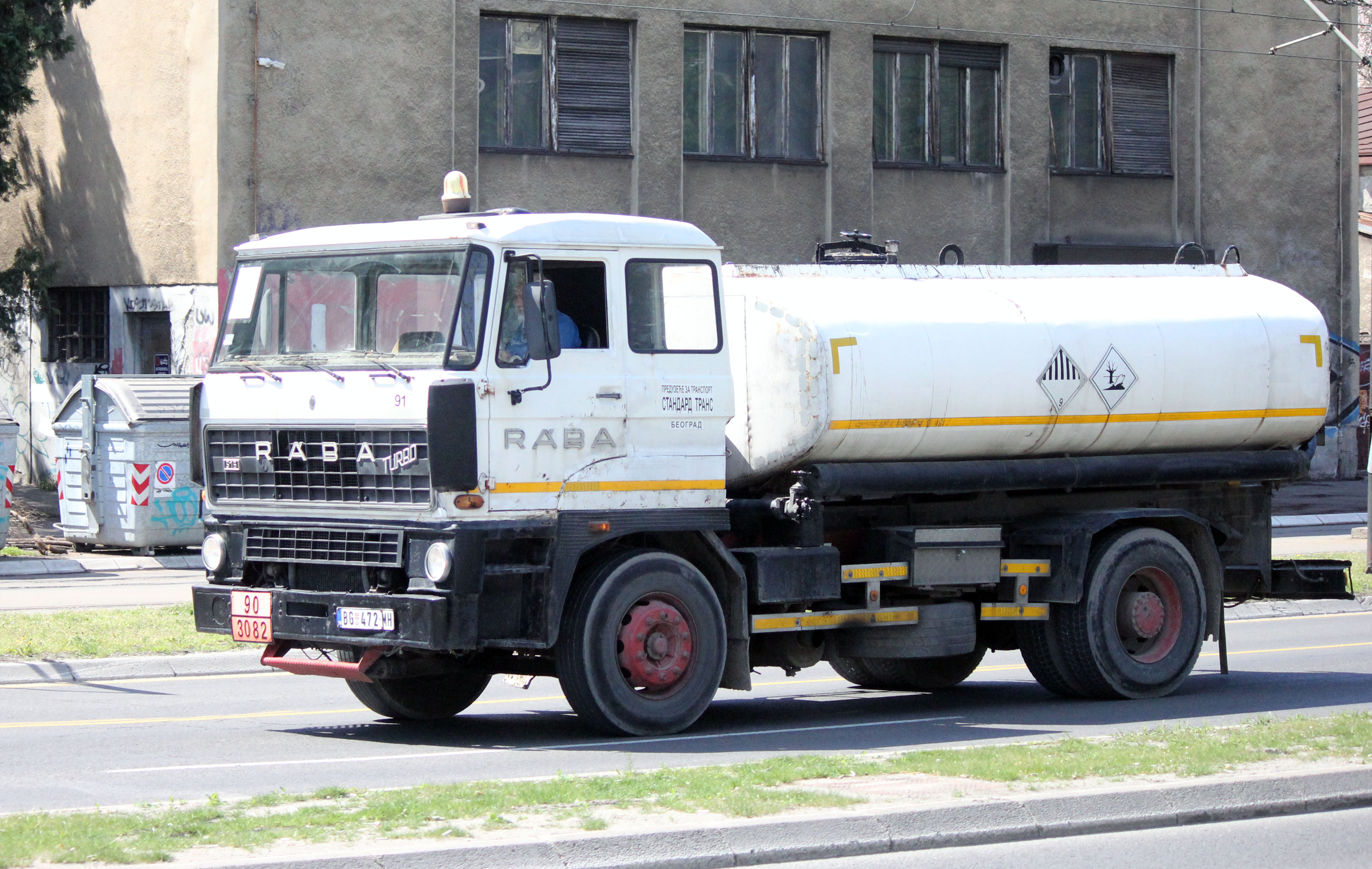
Raba S16 met F241-cabine

Andere fabrikanten, zoals Camir, Rába, Ginaf, Gi-Ho en Hobri maakten gebruik van de cabines van de F241.